# Expo Real

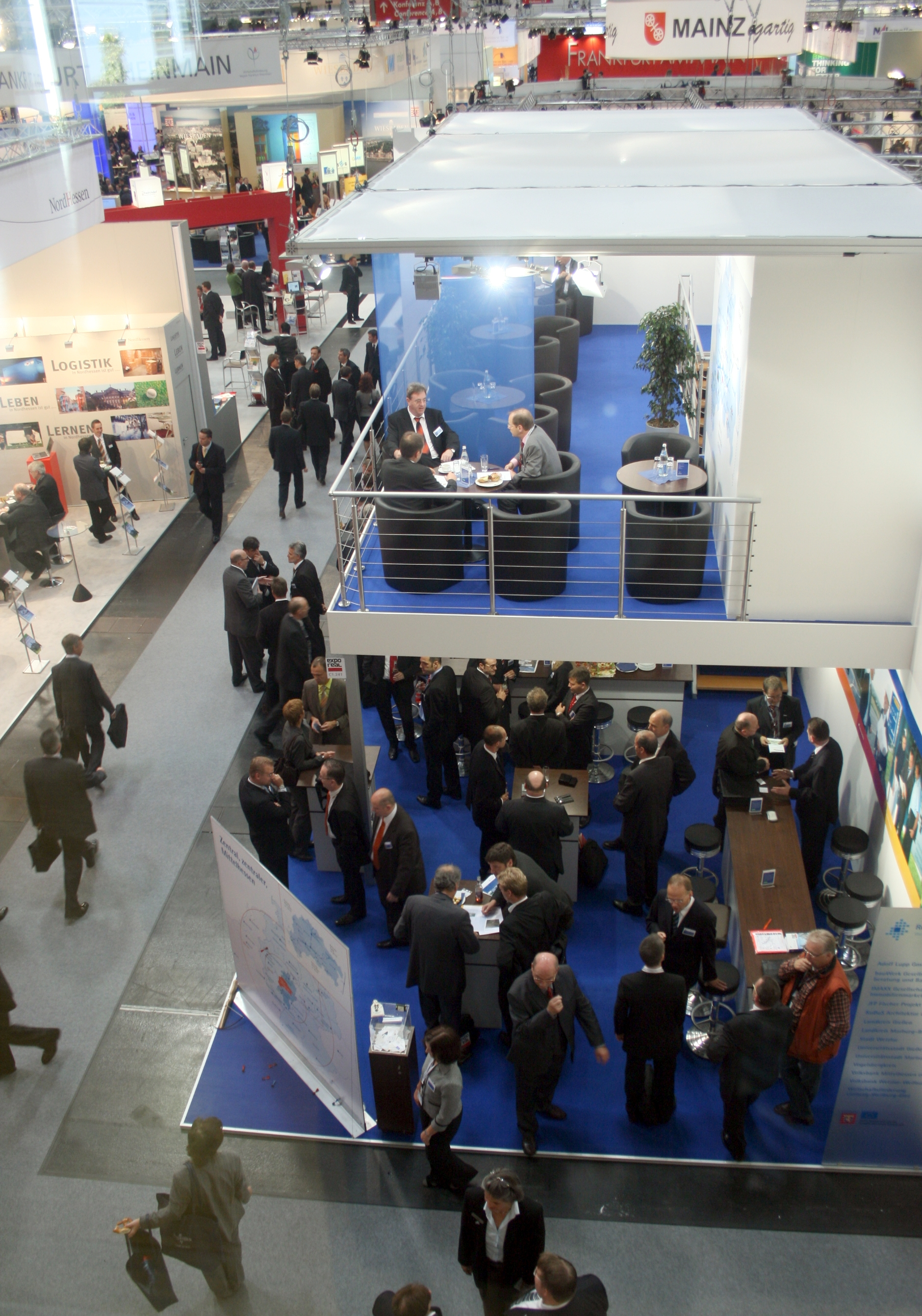
EXPO REAL

Expo Real è il più grande salone europeo dedicato agli immobili commerciali e si svolge dal 1998 ogni anno all'inizio di ottobre nel nuovo Centro Fieristico di Monaco di Baviera. L'evento fieristico è organizzato da Messe München International. I settori espositivi chiave sono lo sviluppo di progetti immobiliari, la consulenza immobiliare, nonché gli investimenti ed i finanziamenti del real estate.

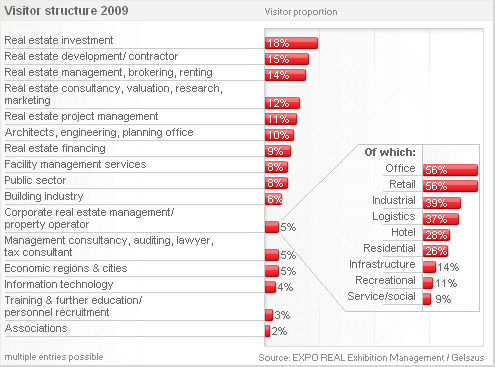
Visitor structure EXPO REAL 2009

Expo Real 2009 ha avuto luogo su una superficie espositiva di circa 63.000 m². Al Salone hanno esposto oltre 1.580 aziende di 34 Paesi. Più di 21.000 operatori giunti da 73 Paesi hanno visitato la manifestazione. Il prossimo appuntamento con EXPO REAL è dal 4 al 6 ottobre 2010.